# Jean Monsigny
Pour les articles homonymes, voir Monsigny.
Jean Monsigny  est un directeur de la photographie français né le 24 avril 1936 dans le 14e arrondissement de Paris et mort le 18 septembre 2019 dans le 16e arrondissement de Paris.

## Biographie
Jean Monsigny est un ancien élève de l'École nationale de photographie et cinématographie (promotion « Cinéma » 1959).

## Filmographie

### Cinéma
- 1970 : Désirella de Jean-Claude Dague
- 1970 : Morgane et ses nymphes de Bruno Gantillon
- 1971 : Jupiter de Jean-Pierre Prévost
- 1973 : Sans sommation, de Bruno Gantillon
- 1973 : L'An 01 de Jacques Doillon
- 1973 : Lo Païs de Gérard Guérin
- 1974 : Les Vacanciers de Michel Gérard
- 1975 : Je prends la chose du bon côté de Michel Gérard
- 1975 : Émilienne de Guy Casaril
- 1975 : La Rage au poing d'Éric Le Hung
- 1975 : L'Homme du fleuve de Jean-Pierre Prévost
- 1976 : Je suis Pierre Rivière de Christine Lipinska
- 1977 :  Nous aurons toute la mort pour dormir de Med Hondo
- 1977 :  Ça fait tilt de André Hunebelle
- 1978 : La Voix de son maître de Gérard Mordillat et Nicolas Philibert
- 1978 : En l'autre bord de Jérôme Kanapa
- 1979 : C'est dingue, mais on y va... ! de Michel Gérard
- 1979 : Plurielles de Jean-Patrick Lebel
- 1980 : Le Fou de mai de Philippe Defrance
- 1981 : La Faim du monde de Théo Robichet
- 1981 : Juliette du côté des hommes de Claudine Bories
- 1984 : Retenez-moi... ou je fais un malheur ! de Michel Gérard
- 1985 : Billy Ze Kick de Gérard Mordillat
- 1987 : Fucking Fernand de Gérard Mordillat
- 1989 : Le Choix de Idrissa Ouedraogo
- 1990 : Tilaï de Idrissa Ouedraogo
- 1990 : La Fille du magicien de Claudine Bories
- 1993 : Mauvais garçon de Jacques Bral
- 1994 : Le Cri du cœur de Idrissa Ouedraogo

### Télévision
- 1985 : Pas de vieux os de Gérard Mordillat
- 1990 : Duo de Claude Santelli
- 1998 : Le Monde d'Angelo de Pascal Kané
- 1998 : Un flic presque parfait de Marc Angelo
- 2000 : Entre l'arbre et l'écorce de Bruno Gantillon
- 2006 : Le Doux Pays de mon enfance de Jacques Renard
- 2008 : Un souvenir de Jacques Renard